# Alfredo Alberto Pereira Monteiro
Alfredo Alberto Pereira Monteiro (Rio de Janeiro, 15 de maio de 1891 – Rio de Janeiro, 9 de fevereiro de 1961) foi um médico brasileiro.
Foi eleito membro da Academia Nacional de Medicina em 1934.